# Reudeup (Meureubo)
Reudeup is een bestuurslaag in het regentschap Aceh Barat van de provincie Atjeh, Indonesië. Reudeup telt 195 inwoners (volkstelling 2010).